# شخر
شخر (ارمنی: Շեխեր؛ به لاتین: Şəkər) یک منطقهٔ مسکونی در جمهوری آرتساخ است که در استان مارتونی واقع شده‌است.